# Gephyrota virescens
Gephyrota virescens là một loài nhện trong họ Philodromidae.
Loài này thuộc chi Gephyrota. Gephyrota virescens được Eugène Simon miêu tả năm 1906.